# NWA National Heavyweight Championship
L'NWA National Heavyweight Championship è un titolo di wrestling promosso dalla National Wrestling Alliance, inizialmente difeso principalmente nel territorio della Florida.
Il titolo fu creato nel 1980, e nonostante alcune temporanee cessazioni, è tuttora promosso dalla NWA.

## Storia
Il titolo nacque nel 1980, quando fu inaugurato come titolo massimo della Georgia Championship Wrestling, una delle federazioni di punta della NWA. Nonostante il suo nome, il titolo fu difeso prevalentemente nel territorio della Georgia. Quando la World Wrestling Federation acquistò la GCW nel luglio 1984, anche l'allora detentore del titolo The Spoiler firmò con la WWF, che riconobbe il titolo per un breve periodo.
Nei mesi successivi il titolo fu ripreso dalla Championship Wrestling from Georgia, gestita dal precedente proprietario della GCW Ole Anderson e nuova rappresentante del territorio della Florida della NWA. Nel 1985 la federazione fu acquisita dalla Jim Crockett Promotions, iniziando a promuovere il titolo prima di unificarlo all'interno del NWA United States Heavyweight Championship.
Nel maggio 1997 il titolo fu riattivato e promosso nel giro delle federazioni indipendenti affiliate alla NWA. Durante questo periodo veniva considerato il terzo titolo singolo più importante della federazione, dopo i titoli Heavyweight e North American. Quando nell'ottobre 2017 la Lightning One Inc., di proprietà di Billy Corgan, acquistò la NWA e le sue proprietà, tutti i legami con i territori cessarono, e il titolo insieme a tanti altri fu dichiarato vacante.
Nell'ottobre 2018 la NWA annunciò un torneo per riassegnare il titolo nel corso dello show del suo settantesimo anniversario, riferendosi al titolo come NWA National Championship. Fu anche annunciato il design della cintura, in una riproposizione di quello che era il NWA United States Heavyweight Championship.

## Albo d'oro
| Legenda  |                                                                               |
| -------- | ----------------------------------------------------------------------------- |
| #        | Indica il numero del regno titolato                                           |
| Regno    | Viene indicato il numero del regno del campione                               |
| Data     | La data in cui il titolo è stato vinto                                        |
| Località | Indica il luogo in cui il titolo è stato vinto                                |
| Note     | Indica notizie particolari riguardanti i cambi di titolo o altre informazioni |

### Versione originale (1980-1985)
| #  | Campione              | Regno | Data              | Giorni | Località                         | Evento                       | Note | Fonti  |
| -- | --------------------- | ----- | ----------------- | ------ | -------------------------------- | ---------------------------- | --- | ------ |
| 1  | Austin Idol           | 1     | 12 gennaio 1980   | 221    | Atlanta, Georgia                 | House show                   | Per un periodo il titolo fu difeso insieme al NWA Georgia Heavyweight Championship.                                                                         |        |
| —  | Vacante               | —     | 20 agosto 1980    | —      | —                                | —                            | Il titolo venne reso vacante per motivi non noti. |        |
| 2  | Jack Brisco           | 1     | 9 ottobre 1980    | 58     | Atlanta, Georgia                 | House show                   | In un torneo per riassegnare il titolo vacante, sconfiggendo in finale Terry Funk.                                                                          | [ 3 ]  |
| 3  | The Mongolian Stomper | 1     | 12 dicembre 1980  | 107    | Atlanta, Georgia                 | House show                   | | [ 4 ]  |
| 4  | Steve Olsonoski       | 1     | 29 marzo 1981     | 139    | Atlanta, Georgia                 | House show                   | |        |
| 5  | The Masked Superstar  | 1     | 15 agosto 1981    | 44     | Columbus, Georgia                | House show                   | Il 19 settembre 1981 il NWA Georgia Heavyweight Championship fu unificato all'interno del titolo.                                                           |        |
| 6  | Tommy Rich            | 1     | 28 settembre 1981 | 58     | Augusta, Georgia                 | House show                   | |        |
| 7  | The Masked Superstar  | 2     | 25 novembre 1981  | 53     | Atlanta, Georgia                 | House show                   | |        |
| 8  | Tommy Rich            | 2     | 17 gennaio 1982   | 57     | Atlanta, Georgia                 | House show                   | |        |
| 9  | Ron Bass              | 1     | 15 marzo 1982     | 35     | Augusta, Georgia                 | House show                   | |        |
| 10 | Tommy Rich            | 3     | 19 aprile 1982    | 13     | Augusta, Georgia                 | House show                   | | [ 5 ]  |
| 11 | Buzz Sawyer           | 1     | 2 maggio 1982     | 49     | Atlanta, Georgia                 | House show                   | | [ 6 ]  |
| 12 | Paul Orndorff         | 1     | 20 giugno 1982    | 40     | Atlanta, Georgia                 | House show                   | |        |
| —  | Vacante               | —     | 30 luglio 1982    | —      | —                                | —                            | Orndorff rese vacante il titolo per ottenere un incontro per il NWA World Heavyweight Championship                                                          |        |
| 13 | The Super Destroyer   | 1     | 29 agosto 1982    | 35     | Atlanta, Georgia                 | House show                   | In un torneo per riassegnare il titolo vacante, sconfiggendo in finale Paul Orndorff.                                                                       | [ 7 ]  |
| 14 | Paul Orndorff         | 2     | 3 ottobre 1982    | 14     | Atlanta, Georgia                 | House show                   | |        |
| 15 | The Masked Superstar  | 3     | 17 ottobre 1982   | 21     | Atlanta, Georgia                 | House show                   | |        |
| 16 | Paul Orndorff         | 3     | 7 novembre 1982   | 133    | Atlanta, Georgia                 | House show                   | | [ 8 ]  |
| 17 | Killer Tim Brooks     | 1     | 20 marzo 1983     | 0      | Atlanta, Georgia                 | House show                   | |        |
| 18 | Larry Zbyszko         | 1     | 20 marzo 1983     | 41     | Atlanta, Georgia                 | House show                   | Zbyszko acquistò il titolo da Brooks per 25.000 dollari. |        |
| —  | Vacante               | —     | 30 aprile 1983    | —      | —                                | —                            | Zbyszko fu privato del titolo dal presidente della NWA Bob Geigel per non averlo vinto in maniera legittima.                                                |        |
| 19 | Larry Zbyszko         | 2     | 5 giugno 1983     | 14     | Atlanta, Georgia                 | House show                   | In un torneo per riassegnare il titolo vacante, sconfiggendo in finale Mr. Wrestling II.                                                                    |        |
| 20 | Mr. Wrestling II      | 1     | 18 giugno 1983    | 28     | Atlanta, Georgia                 | House show                   | | [ 9 ]  |
| 21 | Larry Zbyszko         | 3     | 17 luglio 1983    | 70     | Huntington, Virginia Occidentale | House show                   | |        |
| 22 | Brett Wayne           | 1     | 25 settembre 1983 | 54     | Atlanta, Georgia                 | House show                   | | [ 10 ] |
| 23 | Ted DiBiase           | 1     | 19 novembre 1983  | 92     | Cleveland, Ohio                  | House show                   | |        |
| 24 | Brad Armstrong        | 1     | 18 febbraio 1984  | 54     | Atlanta, Georgia                 | World Championship Wrestling | |        |
| 25 | The Spoiler           | 1     | 12 aprile 1984    | 22     | Wheeling, Virginia Occidentale   | House show                   | | [ 11 ] |
| 26 | Brad Armstrong        | 2     | 4 maggio 1984     | 58     | Marietta, Georgia                | House show                   | |        |
| 27 | The Spoiler           | 2     | 1 luglio 1984     | 13     | Atlanta, Georgia                 | House show                   | The Spoiler firmò con la World Wrestling Federation mentre era campione e per un breve periodo fu promosso come campione durante gli eventi WWF in Georgia. |        |
| 28 | Ted DiBiase           | 2     | 14 luglio 1984    | 89     | Macon, Georgia                   | House show                   | In un incontro fantasma, successivo alla firma di The Spoiler per la WWF.                                                                                   | [ 12 ] |
| 29 | Ron Garvin            | 1     | 11 ottobre 1984   | 233    | Baltimora, Maryland              | GCW Night of Champions       | | [ 13 ] |
| 30 | Black Bart            | 1     | 1 giugno 1985     | 113    | Atlanta, Georgia                 | World Championship Wrestling | | [ 14 ] |
| 31 | Terry Taylor          | 1     | 22 settembre 1985 | 67     | Atlanta, Georgia                 | House show                   | |        |
| 32 | Buddy Landel          | 1     | 28 novembre 1985  | 21     | Greensboro, Carolina del Nord    | Starrcade 1985               | | [ 15 ] |
| 33 | Dusty Rhodes          | 1     | 19 dicembre 1985  | 75     | Albuquerque, Nuovo Messico       | House Show                   | In un incontro fantasma, successivo al licenziamento di Landel per i suoi problemi di droga.                                                                |        |
| 34 | Tully Blanchard       | 1     | 4 marzo 1986      | 177    | Spartanburg, Carolina del Sud    | MACW TV                      | | [ 16 ] |
| 35 | Wahoo McDaniel        | 1     | 28 agosto 1986    | 31     | Los Angeles, California          | House Show                   | |        |
| 36 | Nikita Koloff         | 1     | 28 settembre 1986 | 0      | Atlanta, Georgia                 | House show                   | In un match di unificazione con il NWA United States Heavyweight Championship.                                                                              |        |
| —  | Disattivato           | —     | 28 settembre 1986 | —      | —                                | —                            | Unificato all'interno del NWA United States Heavyweight Championship                                                                                        |        |

### Versione moderna (1997-oggi)
| #  | Campione           | Regno | Data              | Giorni | Località                          | Evento                                       | Note | Fonti  |
| -- | ------------------ | ----- | ----------------- | ------ | --------------------------------- | -------------------------------------------- | --- | ------ |
| 37 | Big Slam           | 1     | 17 maggio 1997    | 62     | --                                | --                                           | Il titolo fu riattivato e assegnato a Big Slam. |        |
| 38 | Salvatore Sincere  | 1     | 18 luglio 1997    | 85     | Raeford, Carolina del Nord        | House show                                   | |        |
| —  | Vacante            | —     | 8 ottobre 1997    | —      | —                                 | —                                            | Il titolo venne reso vacante per motivi non noti. |        |
| 39 | Doug Gilbert       | 1     | 27 marzo 1998     | 148    | Mount Holly, New Jersey           | House show                                   | In un 3-way per riassegnare il titolo vacante, sconfiggendo Barry Windham e Rocco Rock. |        |
| 40 | Stevie Richards    | 1     | 22 agosto 1998    | 63     | Mount Holly, New Jersey           | House show                                   | |        |
| 41 | Doug Gilbert       | 2     | 24 ottobre 1998   | 448    | Cherry Hill, New Jersey           | 50º anniversario                             | |        |
| 42 | Don Brodie         | 1     | 15 gennaio 2000   | 90     | Memphis, Tennessee                | House show                                   | |        |
| 43 | Kevin Northcutt    | 1     | 2 aprile 2000     | 152    | North Richland Hills, Texas       | NWA Southwest Parade of Champions            | |        |
| 44 | Stone Mountain     | 1     | 13 settembre 2000 | 52     | Athens, Georgia                   | House show                                   | |        |
| 45 | Terry Knight       | 1     | 4 novembre 2000   | 39     | Cornelia, Georgia                 | House show                                   | Il 18 novembre 2000 Knight unificò il NWA Wildside United States Heavyweight Championship all'interno del titolo. |        |
| 46 | Don Brodie         | 2     | 12 gennaio 2001   | 210    | Greenville, Mississippi           | House show                                   | |        |
| —  | Vacante            | —     | 10 agosto 2001    | —      | —                                 | —                                            | Il titolo fu reso vacante in seguito ad un infortunio di Brodie. |        |
| 47 | Kevin Northcutt    | 2     | 22 agosto 2001    | 52     | --                                | --                                           | Il titolo fu assegnato a Northcutt. |        |
| 48 | Hotstuff Hernandez | 1     | 13 ottobre 2001   | 455    | Saint Petersburg, Florida         | 53º anniversario                             | Il 5 maggio 2002 Hernandez perse il titolo contro Shinya Hashimoto a Tokyo. Tuttavia Hashimoto rinunciò al titolo, restituendolo ad Hernandez, e in seguito la NWA affermò che l'incontro non era in realtà titolato. |        |
| 49 | Ricky Murdock      | 1     | 11 gennaio 2003   | 643    | Greenville, Mississippi           | House show                                   | |        |
| 50 | Spyder             | 1     | 15 ottobre 2004   | 358    | Winnipeg, Manitoba                | 56º anniversario                             | |        |
| —  | Vacante            | —     | 8 ottobre 2005    | —      | —                                 | —                                            | Spyder fu privato del titolo per aver rifiutato una difesa titolata. |        |
| 51 | Ricky Murdock      | 2     | 8 ottobre 2005    | 174    | Nashville, Tennessee              | 57º anniversario                             | In un 3-way per riassegnare il titolo vacante, sconfiggendo Conscience e The Juggulator. |        |
| —  | Vacante            | —     | 31 marzo 2006     | —      | —                                 | —                                            | Il titolo fu reso vacante in seguito ad una difesa titolata dal finale controverso contro Big Bully Douglas. |        |
| 52 | Big Bully Douglas  | 1     | 1 aprile 2006     | 182    | Columbia, Tennessee               | House show                                   | Douglas vinse il titolo vacante in uno spareggio contro Murdock. |        |
| 53 | Kory Williams      | 1     | 30 settembre 2006 | 217    | Lebanon, Tennessee                | House show                                   | |        |
| 54 | Joe Nelson         | 1     | 5 maggio 2007     | 160    | Salyersville, Kentucky            | House show                                   | |        |
| —  | Vacante            | —     | 12 ottobre 2007   | —      | —                                 | —                                            | Il titolo fu reso vacante in seguito ad un infortunio di Nelson. |        |
| 55 | Pepper Parks       | 1     | 20 ottobre 2007   | 181    | Lebanon, Tennessee                | House show                                   | Vincendo il titolo vacante in uno spareggio contro Kory Williams. |        |
| 56 | Crusher Hansen     | 1     | 18 aprile 2008    | 239    | McKeesport, Pennsylvania          | PWX Crossfire                                | |        |
| 57 | Brandon K          | 1     | 13 dicembre 2008  | 4      | McKeesport, Pennsylvania          | House show                                   | |        |
| 58 | Crusher Hansen     | 2     | 17 dicembre 2008  | 31     | McKeesport, Pennsylvania          | House show                                   | |        |
| 59 | Phil Shatter       | 1     | 17 gennaio 2009   | 763    | McKeesport, Pennsylvania          | PWX Genesis                                  | |        |
| 60 | Chance Prophet     | 2     | 19 febbraio 2011  | 404    | Franklinville, New Jersey         | House show                                   | Chance Prophet era già stato campione con il nome di Joe Nelson. |        |
| 61 | Kahagas            | 1     | 29 marzo 2012     | 230    | Miami, Florida                    | NWA Ring Warrios Battle of the Belts         | |        |
| —  | Vacante            | —     | 14 novembre 2012  | —      | —                                 | —                                            | Il titolo fu reso vacante quando Kahagas vinse il NWA World Heavyweight Championship. |        |
| 62 | Damien Wayne       | 1     | 5 gennaio 2013    | 160    | Nashville, Carolina del Nord      | NWA Edge                                     | In un 3-way per riassegnare il titolo vacante, sconfiggendo Chance Prophet e Lance Erikson. |        |
| 63 | Vordell Walker     | 1     | 14 giugno 2013    | 49     | Millersville, Tennessee           | NWA SAW Gatheriing of the Champions          | |        |
| 64 | Damien Wayne       | 2     | 2 agosto 2013     | 43     | Millersville, Tennessee           | House show                                   | | [ 17 ] |
| 65 | Phil Monahan       | 1     | 14 settembre 2013 | 168    | Toledo, Ohio                      | House show                                   | |        |
| 66 | Lou Marconi        | 1     | 1 marzo 2014      | 21     | Williamston, Carolina del Nord    | House show                                   | |        |
| 67 | Phil Monahan       | 2     | 22 marzo 2014     | 1      | Hillsdale, Michigan               | WrestleRama 13                               | | [ 18 ] |
| 68 | Lou Marconi        | 2     | 23 marzo 2014     | 13     | Oregon, Ohio                      | House show                                   | | [ 19 ] |
| 69 | Phil Monahan       | 3     | 5 aprile 2014     | 98     | Carolina Beach, Carolina del Nord | House show                                   | |        |
| 70 | Lou Marconi        | 3     | 12 luglio 2014    | 209    | Carolina Beach, Carolina del Nord | NWA Smoky Mouny Mountain Steel Cage Showdown | |        |
| 71 | Jax Dane           | 1     | 6 febbraio 2015   | 111    | Millersville, Tennessee           | House show                                   | | [ 20 ] |
| —  | Vacante            | —     | 28 maggio 2015    | —      | —                                 | —                                            | Il titolo fu reso vacante in seguito ad un infortunio di Dane. |        |
| 72 | Arrick Andrews     | 1     | 11 luglio 2015    | 175    | Cookeville, Tennessee             | House show                                   | In un torneo per riassegnare il titolo vacante, sconfiggendo in finale Chase Owens. |        |
| —  | Vacante            | —     | 2 gennaio 2016    | —      | —                                 | —                                            | Il titolo fu reso vacante in seguito ad un infortunio di Andrews. |        |
| 73 | John Saxon         | 1     | 9 gennaio 2016    | 21     | Dyersburg, Tennessee              | House show                                   | Vincendo una battle royal per riassegnare il titolo vacante. |        |
| 74 | Greg Anthony       | 1     | 30 gennaio 2016   | 154    | Dyersburg, Tennessee              | House show                                   | |        |
| 75 | Mustang Mike       | 1     | 2 luglio 2016     | 7      | Morgan City, Louisiana            | House show                                   | |        |
| 76 | Greg Anthony       | 2     | 9 luglio 2016     | 70     | Dyersburg, Tennessee              | House show                                   | |        |
| 77 | Jake Logan         | 1     | 17 settembre 2016 | 42     | Amarillo, Texas                   | House show                                   | |        |
| 78 | Greg Anthony       | 3     | 29 ottobre 2016   | 21     | Dyersburg, Tennessee              | House show                                   | |        |
| 79 | Damien Wayne       | 3     | 19 novembre 2016  | 76     | Gallatin, Tennessee               | House show                                   | |        |
| 80 | Kahagas            | 2     | 3 febbraio 2017   | 239    | Franklin, Kentucky                | House show                                   | |        |
| —  | Vacante            | —     | 30 settembre 2017 | —      | —                                 | —                                            | Il titolo fu reso vacante quando la NWA terminò i rapporti con tutti i suoi territori. |        |
| 81 | Willie Mack        | 1     | 21 ottobre 2018   | 188    | Nashville, Tennessee              | 70º anniversario                             | In uno spareggio per riassegnare il titolo vacante, sconfiggendo Sam Shaw. | [ 21 ] |
| 82 | Colt Cabana        | 1     | 27 aprile 2019    | 63     | Concord, Carolina del Nord        | Crockett Cup                                 | | [ 22 ] |
| 83 | James Storm        | 1     | 29 giugno 2019    | 94     | Filadelfia, Pennsylvania          | Ring of Honor Wrestling                      | L'incontro è andato in onda il 12 luglio 2019. | [ 23 ] |
| 84 | Colt Cabana        | 2     | 1 ottobre 2019    | 74     | Atlanta, Georgia                  | NWA Power                                    | L'incontro è andato in onda il 5 novembre 2019. | [ 24 ] |
| 85 | Aron Stevens       | 1     | 14 dicembre 2019  | 290    | Atlanta, Georgia                  | NWA Into the Fire                            | | [ 25 ] |
| 86 | Trevor Murdoch     | 1     | 29 settembre 2020 | 182    | Long Beach, California            | UWN Primetime Live                           | | [ 26 ] |
| 87 | Chris Adonis       | 1     | 30 marzo 2021     | 56     | Atlanta, Georgia                  | NWA Power                                    | | [ 27 ] |
| —  | Vacante            | —     | 25 maggio 2021    | —      | —                                 | —                                            | Adonis rese vacante il titolo per poter partecipare a una battle royal per decretare lo sfidante al NWA Worlds Heavyweight Championship.                                                                              |        |
| 88 | Chris Adonis       | 2     | 7 giugno 2021     | 249    | Atlanta, Georgia                  | NWA Power                                    | In un torneo per riassegnare il titolo vacante, sconfiggendo in finale JTG. | [ 28 ] |
| 89 | Anthony Mayweather | 1     | 12 febbraio 2022  | 36     | Oak Grove, Kentucky               | NWA Power                                    | L'incontro è andato in onda il 1º marzo 2022. |        |
| 90 | Jax Dane           | 1     | 20 marzo 2022     | 160    | Nashville, Tennessee              | Crockett Cup                                 | | [ 29 ] |
| 91 | Cyon               | 1     | 27 agosto 2022    | 223    | Saint Louis, Missouri             | 74º anniversario                             | | [ 30 ] |
| 92 | EC3                | 1     | 7 aprile 2023     | 96     | Highland Park, Illinois           | NWA 312                                      | | [ 31 ] |
| —  | Vacante            | —     | 12 luglio 2023    | —      | —                                 | —                                            | EC3 rese il titolo vacante per poter ottenere un incontro per il NWA Worlds Heavyweight Championship. | [ 32 ] |
| 93 | Silas Mason        | 1     | 26 agosto 2023    | 387    | Saint Louis, Missouri             | 75º anniversario                             | In un 3-way per riassegnare il titolo vacante, sconfiggendo JR Kratos e Odinson. | [ 33 ] |
| —  | Vacante            | —     | 2 marzo 2024      | —      | —                                 | —                                            | Mason rese il titolo vacante per poter ottenere un incontro per il NWA Worlds Heavyweight Championship. |        |
| 94 | Thom Latimer       | 1     | 2 marzo 2024      | 182    | Dothan, Alabama                   | Hard Times                                   | In un 4-way per riassegnare il titolo vacante, sconfiggendo Blake Troop, Burchill e Zyon. |        |
| —  | Vacante            | —     | 31 agosto 2024    | —      | —                                 | —                                            | Latimer rese il titolo vacante per poter ottenere un incontro per il NWA Worlds Heavyweight Championship. |        |
| 95 | Mims               | 1     | 31 agosto 2024    | 350    | Filadelfia, Pennsylvania          | 76º anniversario                             | In un 4-way per riassegnare il titolo vacante, sconfiggendo Bryan Idol, Burchill e Carson Drake. |        |
| 96 | Mike Mondo         | 1     | 16 agosto 2025    | 4+     | Huntington, New York              | 78º anniversario                             | | [ 34 ] |